# Guybrush Threepwood
Guybrush Threepwood – fikcyjna postać będąca głównym bohaterem serii komputerowych gier przygodowych Monkey Island.
Guybrush pojawia się w następujących grach:
- The Secret of Monkey Island (1990)
- Monkey Island 2: LeChuck’s Revenge (1991)
- The Curse of Monkey Island (1997)
- Escape from Monkey Island (2000)
- The Secret of Monkey Island: Special Edition (2009) – remake pierwszej części gry
- Monkey Island 2: LeChuck’s Revenge: Special Edition (2009) – remake drugiej części gry
- Tales of Monkey Island (2009)
- Star Wars: The Force Unleashed II (jako jeden z alternatywnych ubiorów głównego bohatera)[3]